# Gabe Saporta
Gabriel Eduardo "Gabe" Saporta, född 11 oktober 1979 i Montevideo i Uruguay, är en uruguayansk-amerikansk musiker.
Saporta kom till USA som femåring. Han blev känd som medlem i bandet Midtown, mellan 1998 och 2004, där han sjöng och spelade bas.
2005 bildade han tillsammans med William Beckett, (The Academy Is...), Travis McCoy, (Gym Class Heroes) och Maja Ivarsson (The Sounds) bandet Cobra Starship inför filmen Snakes on a Plane, till vilken de skrev låten "Snakes on a Plane (Bring It)". Cobra Starship är idag är signade till Fueled by Ramen/Decaydance, samma bolag som till exempel Fall Out Boy, The Academy Is..., Gym Class Heroes och Paramore.

## Diskografi

### Med Midtown
Studioalbum
- Save the World, Lose the Girl (2000)
- Living Well Is the Best Revenge (2002)
- Forget What You Know (2004)

### Med Cobra Starship
Studioalbum
- While the City Sleeps, We Rule the Streets (2006)
- ¡Viva la Cobra! (2007)
- Hot Mess (2009)
- Night Shades (2011)

EP
- I'm a Hot Mess, Help Me (2010)